# Jean-Michel Monin
Jean-Michel Monin (Argenteuil, 7 de septiembre de 1967) es un deportista francés que compitió en ciclismo en las modalidades de pista, especialista en la prueba de persecución por equipos, y ruta.
Participó en los Juegos Olímpicos de Atlanta 1996, obteniendo una medalla de oro en la prueba de persecición por equipos (junto con Christophe Capelle, Philippe Ermenault y Francis Moreau). Ganó una medalla de plata en el Campeonato Mundial de Ciclismo en Pista de 1996.

## Medallero internacional
| Juegos Olímpicos   | Juegos Olímpicos         | Juegos Olímpicos | Juegos Olímpicos        |
| Año                | Lugar                    | Medalla          | Competición             |
| ------------------ | ------------------------ | ---------------- | ----------------------- |
| 1996               | Atlanta (Estados Unidos) | Medalla de oro   | Persecución por equipos |
| Campeonato Mundial |                          |                  |                         |
| Año                | Lugar                    | Medalla          | Competición             |
| 1996               | Mánchester (Reino Unido) | Medalla de plata | Persecución por equipos |